# STS-98

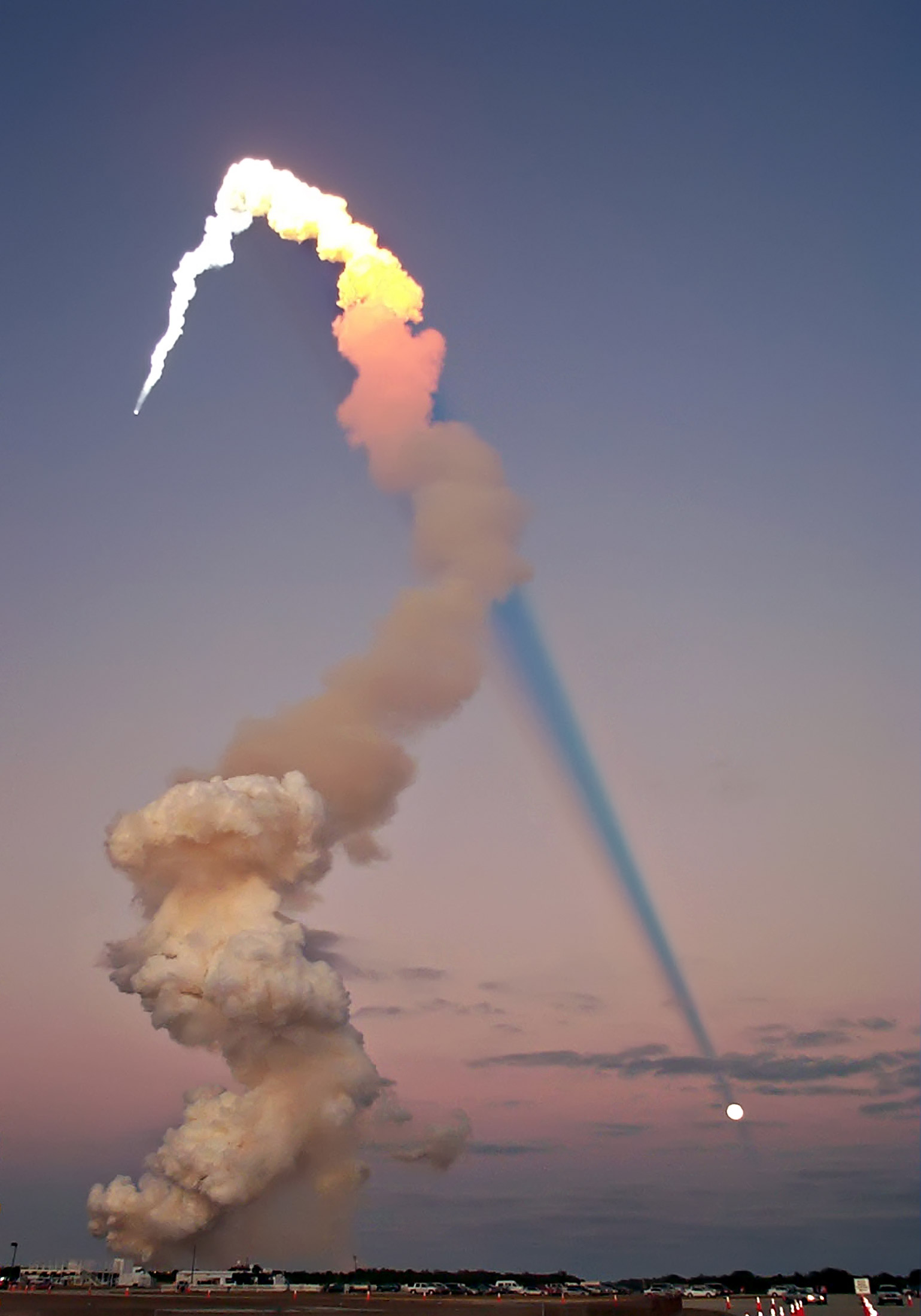
打ち上げ後の STS-98

STS-98は、スペースシャトル・アトランティスによって行われた国際宇宙ステーション (ISS) への飛行ミッションである。このミッションでは、デスティニー実験モジュールが ISS へ運搬された。12日の飛行期間のうち6日間を ISS とドッキングしていたシャトルは、2月20日に再突入して無事にエドワーズ空軍基地へ着陸し、全てのミッションを完了した。

## 乗員
- ケネス・コックレル (4), 船長
- マーク・ポランスキー (1), 操縦手
- ロバート・カービーム（英語版） (2), ミッション・スペシャリスト
- トーマス・デイヴィッド・ジョーンズ（英語版） (4), ミッション・スペシャリスト
- マーシャ・アイビンス (5), ミッション・スペシャリスト

括弧内の数字は今回を含めたフライト回数を表す。

## ミッション・パラメータ
- 質量:
  - 打上時: 115,529 kg
  - 着陸時: 90,225 kg
  - ペイロード: 14,515 kg
- 近地点: 365 km
- 遠地点: 378 km
- 軌道傾斜角: 51.5°
- 周期: 92 分

### ISS とのドッキング
- ドッキング: 2001年2月9日 16:51:00 UTC
- 切り離し: 2001年2月16日 14:05:50 UTC
- ドッキング期間: 6日21時間14分50秒

### 船外活動
- ジョーンズとカービーム - EVA 1
- EVA 1 開始: 2001年2月10日 - 15:00 UTC
- EVA 1 終了: 2月10日 - 23:24 UTC
- 期間: 7時間34分

- ジョーンズとカービーム - EVA 2
- EVA 2 開始: 2001年2月12日 - 15:59 UTC
- EVA 2 終了: 2月12日 - 22:49 UTC
- 期間: 6時間50分

- ジョーンズとカービーム - EVA 3
- EVA 3 開始: 2001年2月14日 - 14:48 UTC
- EVA 3 終了: 2月14日 - 20:13 UTC
- 期間: 5時間25分

## ミッションのハイライト

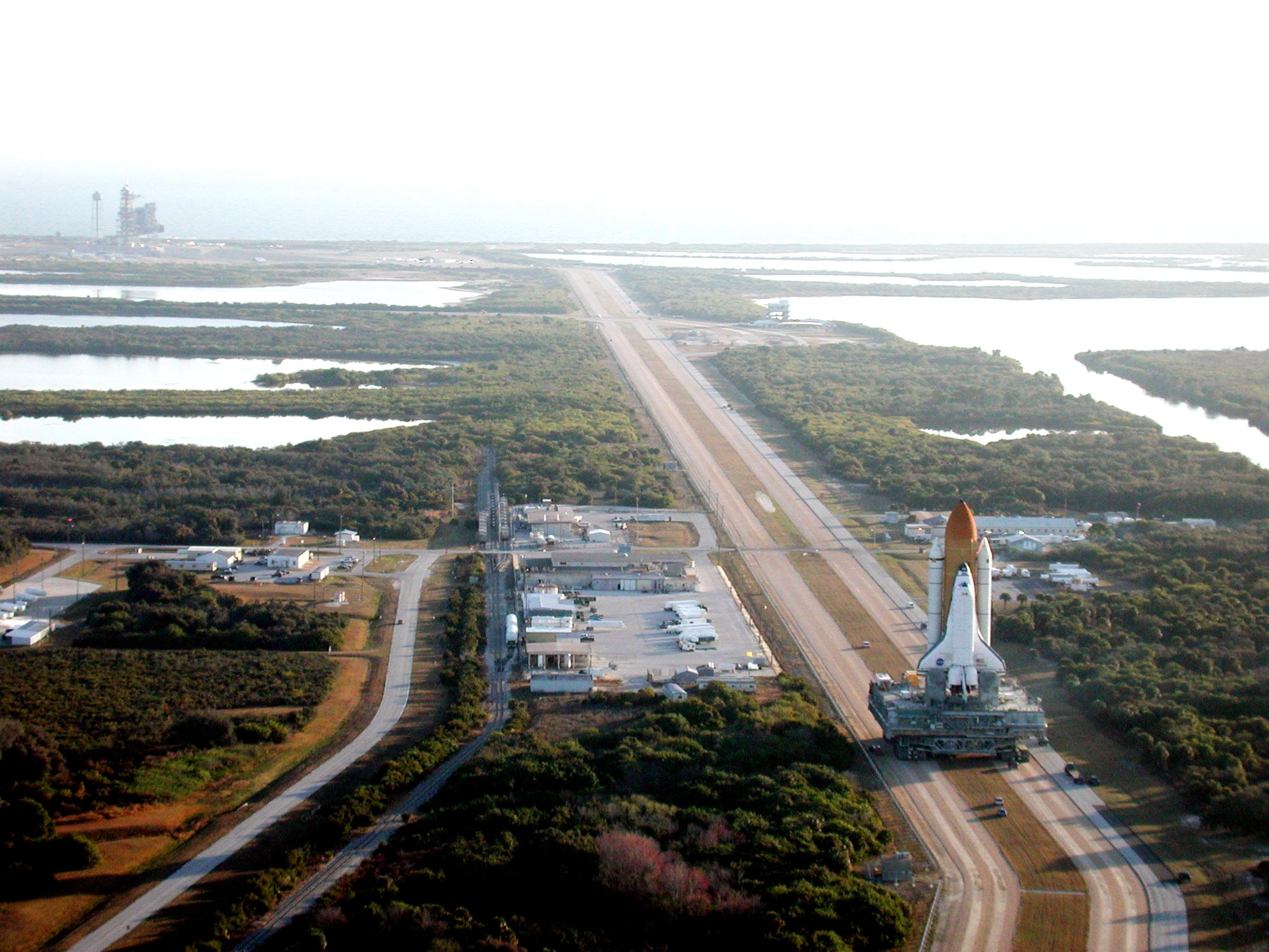
クローラ・トランスポータに載せられ39-A発射台に運ばれてゆくアトランティス

このミッションでは、国際宇宙ステーションの組み立てと拡充を進めるために、米国のデスティニー実験モジュールが取り付けられた。この取り付け作業の間、シャトルは6日間 ISS にドッキングし、船外活動が3回実施された。この時 ISS には、最初の長期滞在乗組員 (Expedition 1) が常駐していた。